# Tiny sun
Tiny sun(タイニー・サン)は、日本のコーラス・グループである。
メンバーの2人は実の姉妹。ウインターソングバトル、熱唱オンエアバトルにも出場。二人の父は、ギタリストの谷康一。グループ名の由来は「谷さん」から。

## メンバー
- AYUKO (谷 有由子、1979年7月4日 - ) : ボーカル、キーボード
- SAEKO (谷 沙衣子、1981年4月18日 - ) : ボーカル、ギター

## 作品

### ミニアルバム
- Tiny sun (2004年6月23日)

### アルバム
- Tiny box (2007年5月11日)

## テレビ出演

### 熱唱オンエアバトル
| オンエア？                                    | 回                                            | 重量（KB） | 順位   | 曲名           |
| --------------------------------------------- | --------------------------------------------- | ---------- | ------ | -------------- |
|                                               | 9                                             | 329KB      | 7/10位 | あのころ       |
| オンエア                                      | 25                                            | 417KB      | 3/10位 | ひこうき雲     |
| オンエア                                      | 34                                            | 473KB      | 1/10位 | 精いっぱい     |
|                                               | 46                                            | 353KB      | 6/10位 | 光の季節       |
| オンエア                                      | 52                                            | 369KB      | 2/10位 | 弱気な僕の日々 |
| 第2回チャンピオン大会 セミファイナルAブロック | 第2回チャンピオン大会 セミファイナルAブロック | 429KB      | 2/10位 | 戦いの日々     |
| 第2回チャンピオン大会 ファイナル              | 第2回チャンピオン大会 ファイナル              | 722KB      | 7/10位 | 精いっぱい     |